# Raszken Ozksz

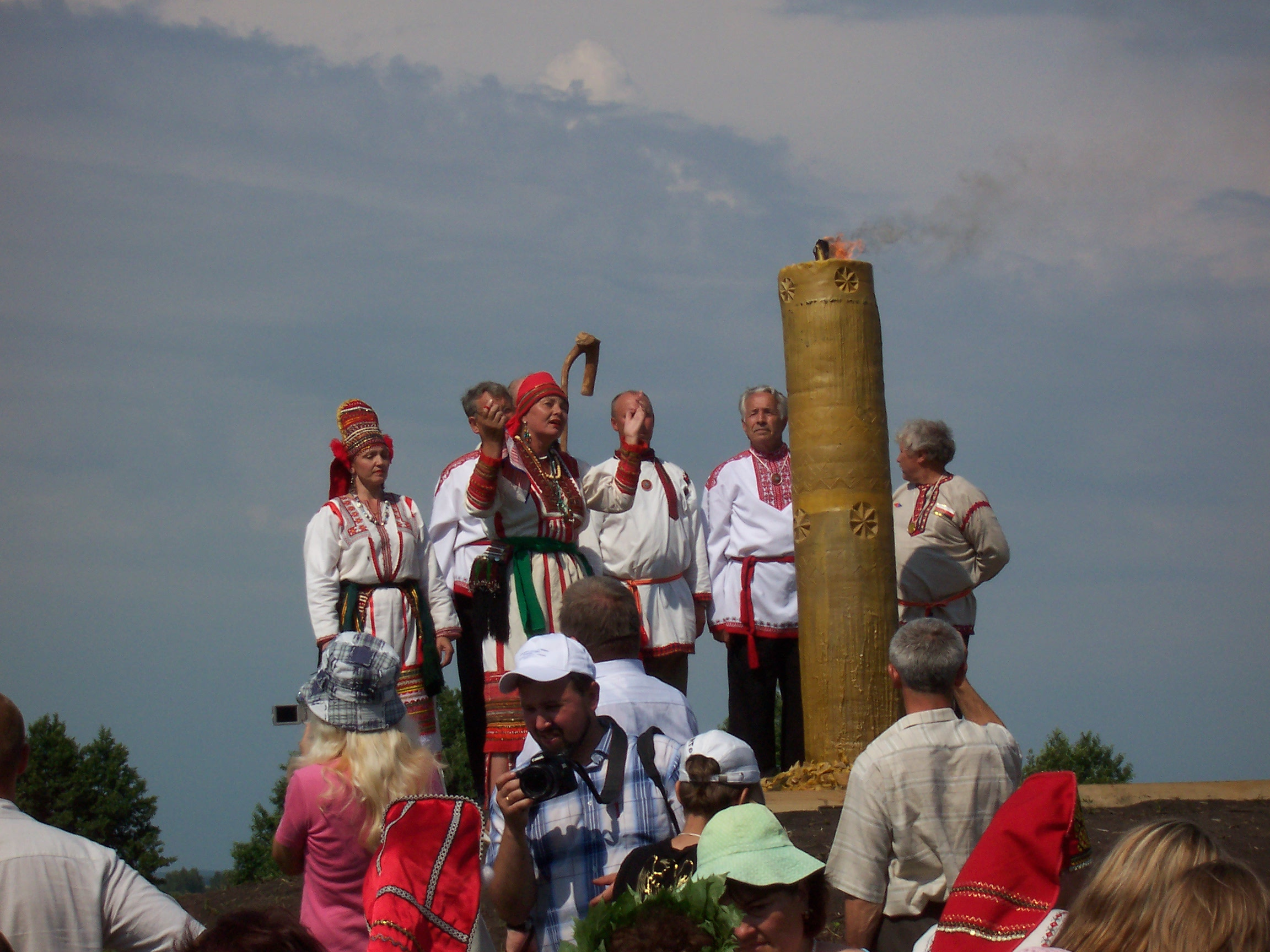
A 2007-es esemény

A Raszken Ozksz (oroszul és erzául: Раськень Озкс) vagy Raszjken Ozksz háromévente megrendezett erza nemzeti ünnep, Mordvinföldön állami hagyománynap. 1999 óta tartják Csukajban. Ezelőtt 1629-ben tartották, mivel azután be lett tiltva.

## Események[2]
A rendezvény kezdetét egy trombitaszó jelzi, amelyet a legendás Tjusti erza király trombitájával fújnak meg. Tjusti parancsa az, hogy ha nehéz idők jönnek, akkor énekelni kell, és miután meghallotta ezt a hívást, visszatér népéhez, hogy megvédje annak szabadságát. Ezt követően egy csoport fehér erza ruhát viselő ember sétál ki a Potmalej folyóból. A túráma, amely egy erza éneklő csoport, riasztó hangokat ad ki, míg a csoport közepén egy nő egy jandava tálat és egy kis statolt (egy tálkában elhelyezkedő gyertát) visz. Oldalán még két nő áll, az egyik mézet, a másik pedig egy nagy vekni kenyeret cipel, ami az egészséget és a hosszú életet jelképezi. Lassan elérik a fő gyertyát, a rasken statolt, amelyet Istennel, az ősökkel való kapcsolatnak tartanak, és az ünnep középpontjában áll. Egy nő gyújtja meg, 4 férfival körülvéve, és ezt követi a csoport imája:
Ознотано эрицянок кис,
Ознотано раськенек кис,
Энялдтано эйденек кис….
И как сотни лет назад, обращается к предкам:
…Весе тынь – седейсэнек,
Весе тынь – минек верьсэ,
Минь тынк эстэ лисинек,
Минь тыненк велявтано.
Садо, весе садо!...
Latin átírással:
Oznotano Eritsyanok kitty,
Oznotano raskenek kis,
Enyaldtano eidenek kis….
És mint évszázadokkal ezelőtt, megszólítja őseit:
... Vese tyn - sedeysenek,
Vese tyn - minek verse,
Min tynk este lisinek,
Min tynenko velyavtano.
Sado, all sado!...

## 1999-es esemény[2]
Az 1999-es esemény az első ilyen volt az az előtti 370 évben. Rengeteg látogató érkezett Csukajba, Finnországból, Tatárföldról, Moszkvából, Szamarából, Penzából, Uljanovszkból, a Krasznojarszki határterület képviselői, a Murmanszki területről, Novoszibirszkből, az erzák Észtországi leszármazottai közül, és finnugor egyetemekről - összesen 2000 ember gyűlt össze. A rasken statolt Erjush Vezhaj gyújtotta meg, a Murmanszki területről.

## 2022-es esemény
A 2022-es eseményre nem lehetett behozni erza zászlókat, és minden előadás és felszólalás oroszul hangzott el.

## Fordítás
Ez a szócikk részben vagy egészben  a   Ras'ken' Ozks című angol Wikipédia-szócikk ezen változatának fordításán alapul.  Az eredeti cikk szerkesztőit annak laptörténete sorolja fel. Ez a jelzés csupán a megfogalmazás eredetét és a szerzői jogokat jelzi, nem szolgál a cikkben szereplő információk forrásmegjelöléseként.